# De Vaynes van Brakell
De Vaynes van Brakell is de naam van een van oorsprong Frans, in 1843 in de Nederlandse adel verheven geslacht dat verscheidene militairen voortbracht en in 1957 uitstierf.

## Geschiedenis
De bewezen stamreeks begint met Guillaume de Vaynes, die afkomstig zou zijn uit de regio Dauphiné. Zijn zoon wordt in 1658 vermeld als wonende te Bergen op Zoom en in 1650 en 1653 als luitenant te paard. Diens kleinzoon Gideon (1687-1747), officier in Statendienst, trouwt in 1720 Johanna van Brakel (1696-1727). Hun zoon Paulus (1725-1786) noemt zich vervolgens De Vaynes van Brakell.

## Bekende telgen
Paulus de Vaynes van Brakell (1725-1786), eigenaar van huis Zeevliet te Benschop
- jhr. Willem de Vaynes van Brakell (1763-1843), officier, laatstelijk luitenant-kolonel 1807-1814, kolonel titulair 1814; werd in 1843 verheven in de Nederlandse adel met clausule van inlijving; naamgever van het Van Brakellhofje
  - jkvr. Christina Louisa Johanna Hester de Vaynes van Brakell (1796-1863), aquarelliste; trouwde in 1821 met Quirijn Maurits Rudolph Ver Huell (1787-1860), schout-bij-nacht titulair, vlinderkundige, aquarellist, lithograaf en publicist
    - mr. Alexander Ver Huell (1822-1897), tekenaar

  - jkvr. Johanna Christine Frederica Elisabeth de Vaynes van Brakell (1802-1884); trouwt 1826 Jan Frederik Daniël Bouricius (1799-1859), vice-admiraal 1857-†, adjudant i.b.d. van koning Willem III 1849-†, Ridder Militaire Willems-Orde
  - jhr. Henri Jean Léopold Théodore de Vaynes van Brakell (1804-1884), kapitein-ter-zee
    - jhr. Samuel François Theodore de Vaynes van Brakell (1842-1929), luitenant-ter-zee
      - jkvr. Henriette Wilhelmine Jacqueline de Vaynes van Brakell (1872-1957), laatste van haar geslacht

  - jkvr. Hélène Caroline de Vaynes van Brakell (1806-1899); trouwt 1840 Coenraad Johannes Buijs (1803-1853). Hieruit stammen nakomelingen met de naam De Vaynes van Brakell Buys.